# Śpiewy podczas okupacji
Śpiewy podczas okupacji (fr. Chantons sous l'occupation) – francuski film dokumentalny z 1976 roku w reżyserii i według scenariusza André Halimiego. W filmie wystąpili m.in. Pascal Mazzotti, Maître Naud oraz Fabienne Jamet.
Film opowiada o artystach i przemyśle rozrywkowym (od Jeana Cocteau do Maurice'a Chevaliera) w czasach niemieckiej okupacji Francji (1940–1944). Przedstawia całe spektrum postaw tego środowiska – od wspierających ruch oporu po sympatyzujących z nazizmem.

## Obsada
- Pascal Mazzotti : Narrator (głos)
- Maître Naud : sam siebie
- Veit Relin : sam siebie
- Manouche : samą siebie
- Maître Weil-Curiel : sam siebie
- Maurice Bardèche : sam siebie
- Michel Audiard : sam siebie
- Maud Belleroche : sam siebie
- André Pousse : sam siebie
- Dominique Aury : samą siebie
- Jean Marais : sam siebie
- Arno Breker : sam siebie
- Edouard Nessler : sam siebie
- Jean-Louis Bory : sam siebie
- Marc Doelnitz : sam siebie